# Alucita sertifera
Alucita sertifera là một loài bướm đêm thuộc họ Alucitidae. Loài này có ở Cộng hòa Congo.